# هادي كاشف الغطاء
هادي بن عباس بن علي بن جعفر كاشف الغطاء (24 مايو 1872 - 23 نوفمبر 1929) (17 ربيع الأول 1289 - 21 جمادى الأخرة 1348)
فقيه شيعي وشاعر عراقي. ولد في النجف ونشأ فيها على والده الذي كان زعيمًا دينيًا، فبرع في العلوم الدينية والأدبية. ذاع صيته، واتّصل مع علماء عصره الكبار. تميّز بطلاقة اللسان وجمال اللفظ والسماحة وحسن المعاشرة. توفي في النجف. من مؤلفاته أوجز الأنباء في مقتل سيد الشهداء رسالة منظومة والمقبولة الحسينية مراثٍ من نظمه ومجموعة في الأدب والتراجم والمستدرك على نهج البلاغة والبرهان المبين فيمن يجب اتباعه من النبيين.

## سيرته
ولد في النجف سنة 1290 هـ، وبها درس على والده وعلى كل من: شيخ الشريعة الأصفهاني، ومحمد طه نجف وآغا رضا الهمداني، والميرزا حسين الخليلي. ثم بدأ بحضور دروس محمد كاظم الخراساني ودروس محمد كاظم الطباطبائي اليزدي ثم اقتصر على دروس اليزدي، وبعد وفاته استقل بالتدريس وانصرف إلى التأليف.

## مؤلفاته
له عدد من المؤلفات ومنها:
| - مستدرك نهج البلاغة. - هدى المتقين. - المقبولة الحسينية. - جواز اللعن على يزيد. - قاموس المحرمات. - لمحة العين في حل البيتين. | - أرجوزة في وقعة الطف. - أوجز الأنباء في مقتل سيد الشهداء. - مناسك الحج. - الرد على الوهابية. - الرد على النصارى. - مدارك نهج البلاغة. |

### إشارات مرجعية
1. 1 2 3  الأمين، محسن. أعيان الشيعة - ج10. ص. 231. مؤرشف من الأصل في 2019-12-15.
2. ↑  إميل يعقوب (2009). معجم الشعراء منذ بدء عصر النهضة (ط. الأولى). بيروت: دار صادر. ج. المجلد الثالث ل - ي. ص. 1366.
3. ↑  الأميني، محمد هادي. معجم المطبوعات النجفية. ص. 318. مؤرشف من الأصل في 2017-07-02.